# House of Sand and Fog (livro)
House of Sand and Fog (br:A Casa de Areia e Névoa) é um livro de 1999, escrito por André Dubus III que narra a história de duas famílias muito diferentes que disputam uma casa.

## Sinopse
Coronel Massoud Amir Behrani, era um militar que vendia aviões de caça ao xá. Em 1979, ele foge com a família para os Estados Unidos, onde eles vivem de aluguel.
Massoud gastou grande parte do seu dinheiro para casar casar sua filha Soraya. Ele vive com sua mulher e seu filho, Esmail, que irá cursar o ensino médio. Ele trabalha numa construção nos Estados Unidos, e esconde de todos que é iraniano. Certo dia ele vê um anúncio num jornal que uma casa iria a leilão, porém essa casa era de Kathy Nicolo, uma moça na qual o condado cobrou dela o imposto comercial, apesar de não ter negócios, isso faz com que ela arranje intrigas com os donos da casa, depois que ela conhece o Subdelegado Lester Burdon, e conta a ele que o marido a deixou devido seus problemas com alcoolismo, e ele também deixou a mulher com 2 filhas, e eles começam a ter um caso. Certo dia, ela bebe e dorme no carro e vê a obra que tinha sido ordenada pelo Coronel Massoud, ela se fere e Nadereh, a esposa do coronel, ajuda ela, ela descobre que eles querem vender a casa e que eles são do Oriente Médio.
Ela vai até à sua advogada, Dra. Walsh, para fazer ela convencer o dono da propriedade a vender a ela a casa que era de seu pai e seu irmão que havia 30 anos para ter comprado a casa, ela furiosa sabendo que a advogada não convenceu ele a vender a casa por 4 vezes menos que o preço do mercado, conta ao seu namorado que ameaça o coronel a vender a casa a ela depois que descobre que eles eram do Irão, e ameça deportá-los, devido a ossp Massoud briga com a mulher, que tem muito medo de ser deportada e vai dormir. O coronel está tentando vender a casa a algumas pessoas, mas por ordem do subdelegado, ele retira a placa de "vende-se" e vai fazer uma queixa, logo após isso, eles mandam o subdelagado ir até lá, ele vai e se justifica. Furioso, no outro dia ele entra na casa deles e tranca todos eles no banheiro, e manda que no outro dia entreguem a casa ao condado. Massoud aceita a proposta, mas em troca quer a casa em seu nome. Quando ele vai ao cartório registrar, eles vão até lá e o subdelegado pede a Massoud para o obedeçer, Esmail tira arma do bolso do subdelegado e seu pai segura Burdon, até quando a polícia chega e atira no menino, que é antendido no hospital mas morre. Sem sentido para sua vida, o coronel se suicida junto com sua mulher. Kathy vê eles mortos e tenta ressuscitar o coronel, mas não adianta ele já estava morto. Assim, a casa ficou abandonada.

## Personagens
- Coronel Massoud Amir Behrani
- Kathy Nicolo
- Dra. Walsh
- Subdelegado Lester Burdon
- Nadereh Behrani
- Esmail Behrani
- Carol Burdon
- Soraya Behrani